# 周家湾组
周家湾组是位于中国甘肃康县、徽县以及陕西勉县、略阳县一带的下白垩世地层，1975年由地质部西北地研所齐骅等命名。该地层以紫红、黄绿、灰绿色泥岩、粉砂岩为主，间夹砂岩、砂砾岩、砾岩。